# مقاطعة بوني (نبراسكا)
مقاطعة بوني (بالإنجليزية: Boone County)‏ هي إحدى مقاطعات ولاية نبراسكا في الولايات المتحدة الأمريكية.